# نيكولا جولان
نيكولا جولان (بالصربية: Никола Гулан)‏ (23 مارس 1989 صربيا - ) هو لاعب كرة قدم صربي.

## روابط خارجية
- نيكولا جولان على موقع الاتحاد الدولي (مؤرشف)  (الإنجليزية)
- نيكولا جولان على موقع قاعدة بيانات كرة القدم.إي يو (الإنجليزية)
- نيكولا جولان على موقع بيانات كرة القدم. دي إي (الألمانية)
- نيكولا جولان على موقع Soccerway.com (الإنجليزية)
- نيكولا جولان على موقع عالم كرة القدم.نت (الإنجليزية)
- نيكولا جولان على موقع اللجنة الأولمبية الدولية (الإنجليزية)
- نيكولا جولان على موقع أوليمبيديا (الإنجليزية)
- نيكولا جولان على موقع AS.com (الإسبانية)